# 옥스퍼드 대학교
옥스퍼드 대학교(영어: University of Oxford)는 영국 사우스이스트잉글랜드 옥스퍼드셔주 옥스퍼드에 있는 세계 최상위 공립 대학이다. 이르면 1096년부터 학생들이 가르쳤던 기록이 있어 영어권에서 가장 오래 된 대학이자 오늘날까지 운영하는 대학들 가운데 볼로냐 대학교에 이어서 세계에서 두 번째로 오래 된 대학이다. 세계의 정계, 재계, 교육계의 많은 주요 인물들이 옥스퍼드 대학교 출신이며, 세계 일류 대학교 중 하나이다. 1167년에 헨리 2세가 영국 학생들이 파리 대학교에 들어가지 못하게 하자 빠르게 발전했다. 1209년에 옥스퍼드 대학교 학생들과 주민들 사이의 분쟁 끝에 일부 학자들이 동북부의 케임브리지로 가 케임브리지 대학교를 세웠다. 고대 대학인 옥스퍼드 대학교와 케임브리지 대학교를 함께 옥스브리지라고 줄여서 부르기도 한다.
옥스퍼드 대학교는 39개의 칼리지와 5개의 홀, 4개의 대학과 여러 개의 학부로 이루어져 있다. 각 칼리지와 홀들은 자치권을 행사한다. 중앙 캠퍼스는 따로 없으며 옥스퍼드 일대에 학교 건물과 시설들이 흩어져 있다. 학부 교육은 매주 각 칼리지와 홀에서 마련하는 개별 지도(tutorial) 중심으로 이루어지며 강의와 연구회, 연구실 실험 등과 함께 한다. 옥스퍼드 대학교는 세계에서 가장 오래된 대학 박물관인 애슈몰린 박물관과 가장 큰 대학 출판부인 옥스퍼드 대학교 출판부, 영국에서 가장 큰 대학 도서관을 운영하고 있다.
2020년 2월을 기준으로 28명의 영국의 총리들과 전 세계의 많은 국가원수 및 정부수반들이 옥스퍼드 대학교를 거쳐 갔다. 또한 55명의 노벨상 수상자와 3명의 필즈상 수상자, 2명의 아벨상 수상자, 120명의 올림픽 메달리스트 등이 옥스퍼드 대학교를 거쳐 갔다. 글로벌대학리더포럼 회원 대학이자 로즈 장학금을 수여하는 대학이다.

## 역사
옥스퍼드 대학교가 언제 세워졌는지는 알 수 없다. 빠르면 1096년부터 학생들을 가르쳤으나 언제부터 가르치기 시작했는지는 알려지지 않았다. 1167년에 헨리 2세가 영국 학생들이 파리 대학교에 들어가지 못하게 하자 많은 영국 학생들이 옥스퍼드 대학교로 들어갔다. 적어도 1201년부터 대학의 장을 총장(chancellor)이라고 불렀다. 1209년에 옥스퍼드 대학교의 학생들과 주민들 사이에 있었던 분쟁으로 일부 학자들이 케임브리지로 넘어가 케임브리지 대학교를 세웠다. 1248년에 헨리 3세가 옥스퍼드 대학교에 칙허를 내렸다.
잉글랜드의 종교 개혁으로 영국교회가 천주교회와 갈라서자 옥스퍼드 대학교에서 이에 반대하는 학자들이 유럽 대륙으로 건너가 특히 두에 대학교에 정착했다. 옥스퍼드 대학교에서의 수업은 중세의 스콜라주의 교수법에서 벗어나 르네상스 교수법으로 이루어졌다. 계몽시대에 옥스퍼드 대학교의 위상은 떨어졌는데, 신입생은 줄어들고 수업은 방치됐으며 대학과 연계된 기관들은 땅과 수익을 잃었다. 잉글랜드 내전 시기에 옥스퍼드 대학교는 기사당의 근거지였는데 주민들은 원두당을 옹호했다. 18세기 중반부터는 정치 격동을 비껴갔다.
19세기에 행정 개혁의 일환으로 구두 시험을 입학 지필 평가로 바꾸었고, 비국교도들을 더 받아들였으며 네 개의 여성 칼리지를 세웠다. 비록 대학의 교육 과정은 역사적으로 고전 지식을 중시했으나 과학과 의학 과정을 확대하기 시작했다. 고대 그리스어와 라틴어 지식은 각각 1920년과 1960년까지 입학하는 데 필요했다. 20세기 초부터 박사 학위를 수여하기 시작했으며, 1921년에 수학 박사 학위를 처음으로 수여했다. 20세기 중반에 들어 유럽 대륙에서 나치즘과 공산주의를 피해 온 많은 학자들이 옥스퍼드 대학교에 정착했다.

## 조직
옥스퍼드 대학교는 마흔 개가 넘는 자치 칼리지와 홀들로 이루어져 있으며, 대학 본부의 장은 부총장이다.
학부는 대학 본부에 속해 있으며 어느 특정 칼리지나 홀과 연계돼 있지 않다. 각 학부들은 교육과 연구 시설을 제공하고, 학생들을 가르치는 데 쓸 교수요목과 교육 지침을 심사하고, 연구를 하고, 강의와 연구회를 제공한다.
칼리지와 홀들은 학부생들을 위한 개별 지도 시간을 마련한다. 학부 구성원들은 특정 칼리지와 홀들에 속한다. 대부분의 칼리지들과 홀들은 전공과 관계 없이 교직원들과 학생들을 받는다. 도서관과 같은 시설들은 대학 본부에도 있고, 학부에도 있으며 칼리지나 홀에서도 제공한다.

### 본부 행정
옥스퍼드 대학교의 장은 총장이지만, 총장은 명예직으로 대학교의 일상 행정과는 관계가 없다. 총장은 옥스퍼드 대학교 졸업생들로 이루어진 회의의 구성원들이 투표로 뽑으며 종신직이다.
옥스퍼드 대학교의 실질적인 장은 부총장이다. 부총장 밑에는 부총장보 다섯 명이 있으며 각각 교육과 연구, 기획 및 자원, 발전 및 대외 업무, 인사 및 기회 균등 업무를 담당한다.
옥스퍼드 대학교는 영국 정부로부터 공금을 받는다는 측면에서 공립 대학이지만, 완전한 자치권을 가지고 있으며 이론상 공금을 받지 않고 사립 대학이 될 수 있다는 측면에서 사립 대학으로 보기도 한다.

### 칼리지
옥스퍼드 대학교의 모든 학생들과 대부분의 교직원들은 칼리지 또는 홀에 속해야만 한다. 옥스퍼드 대학교는 39개의 칼리지와 6개의 홀로 이루어져 있는데, 각 칼리지와 홀은 대학 본부와 연계돼 있으나 재정상 독립돼 있으며 자치권을 가진다. 일부 교육 과정을 제공하지 않는 칼리지와 홀도 있다. 최초의 칼리지인 유니버시티 칼리지가 1249년에 세워졌고, 이어 베일리얼 칼리지와 머튼 칼리지가 각각 1263년과 1264년에 세워졌다.
칼리지 목록은 다음과 같다.
- 올소울스 칼리지
- 베일리얼 칼리지
- 브라스노즈 칼리지
- 크라이스트처치
- 코퍼스크리스티 칼리지
- 엑서터 칼리지
- 그린 템플턴 칼리지
- 해리스 맨체스터 칼리지
- 하트퍼드 칼리지
- 지저스 칼리지
- 키블 칼리지
- 켈로그 칼리지
- 레이디 마거릿 홀 칼리지
- 리너커 칼리지
- 링컨 칼리지
- 모들린 칼리지
- 맨스필드 칼리지
- 머튼 칼리지
- 뉴 칼리지
- 너필드 칼리지
- 오리엘 칼리지
- 루번 칼리지
- 펨브룩 칼리지
- 퀸스 칼리지
- 서머빌 칼리지
- 세인트앤스 칼리지
- 세인트앤터니스 칼리지
- 세인트캐서린스 칼리지
- 세인트크로스 칼리지
- 세인트에드먼드 홀
- 세인트힐다스 칼리지
- 세인트휴스 칼리지
- 세인트존스 칼리지
- 세인트피터스 칼리지
- 트리니티 칼리지
- 유니버시티 칼리지
- 워덤 칼리지
- 울프슨 칼리지
- 우스터 칼리지

각 홀들은 각기 다른 기독교 분파들이 세웠다. 칼리지는 각 칼리지의 구성원들이 행정권을 가지지만 홀은 각 기독교 분파들이 적어도 일부분에서 행정권을 가진다. 홀 목록은 다음과 같다.
- 블랙프라이어스 홀
- 캠피언 홀
- 리전츠 파크 칼리지
- 세인트스티븐스 하우스
- 위클리프 홀

칼리지와 홀들은 공동의 관심사를 대변하는 칼리지 회의에 참여한다. 칼리지 회의는 1965년에 프랭크스 위원회의 추천으로 처음 구성됐다.
칼리지와 홀들은 기숙사와 식사 공간일 뿐만 아니라 구성원들 사이의 교류와 문화, 오락 활동의 장이다. 칼리지와 홀들은 학부생들의 입학 사정과 수업료의 책정을 담당한다.

## 교육
학부 수업은 개별 지도를 중심으로 이루어지는데, 매주 1~4명의 학생들이 1시간동안 토론을 나누고 글을 쓰거나 문제를 푼다. 학부 교육은 1년 3학기제를 실시하며 한 학기는 8주다.
옥스퍼드 대학교는 2020년 타임스 고등교육 세계 대학 랭킹에서 1위를 기록했다. 타임스 고등교육 세계 대학 랭킹은 또한 옥스퍼드 대학교를 캘리포니아 대학교 버클리, 케임브리지 대학교, 하버드 대학교, 매사추세츠 공과대학교와 함께 전 세계 최고의 브랜드로 뽑았다. 2020년 《타임스》의 영국 대학 순위에서 2위를, 《가디언》의 영국 대학 순위에서 3위를 기록했다.

## 학교 생활

### 전통
학생들은 입학식에 참석할 때나 시험을 볼 때 대학 예복을 입어야 한다. 2015년에 있었던 학생 투표에서 약 76%가 대학 예복을 입는 전통을 유지하는 데 찬성했다.
무도회는 칼리지와 홀들이 주관하는 주요 행사다. 가장 큰 무도회는 세 번째 학기의 9번째 주에 있으며 보통 연미복을 입는다. 각 칼리지 및 홀마다 작은 행사를 열기도 하는데 정해진 시일은 없을 때도 있으며 보통 턱시도를 입는다.

## 동문
옥스퍼드 대학교는 역사에 걸쳐 옥소니언(Oxonians)이라고 부르는 동문들을 다양한 분야에서 배출했다. 2020년 2월을 기준으로 55명의 노벨상 수상자와 3명의 필즈상 수상자, 2명의 아벨상 수상자들이 옥스퍼드 대학교를 거쳐 갔으며, 빌 클린턴 전 대통령하고 보리스 존슨 총리의 모교이기도 하다.

## 옥스퍼드 대학교 한인회
1980년 대에 한인 유학생들이 설립한 옥스퍼드 대학교 한인회(Oxford University Korea Society; OUKS)가 있다. 축구부 활동이 활발하다.

## 옥스퍼드 대학교 한국 동문회
한국에서 활동하거나 거주하는 옥스퍼드 대학교 졸업자들의 동문회이다. 다양한 국적 동문들이 있으나, 한국인 숫자가 가장 많다. 단체의 국문 명칭은 '옥스퍼드 대학교 한국 동문회'( Oxford University Society Korea)이며, 약칭은 OUS Korea이다.

## 같이 보기
- 옥스포드 영어사전
- 제임스 K. 맥코니카